# Yussef Al-Suwayed
Yussef Al-Suwayed (àrab: يوسف سويد)  (Kuwait, 20 de setembre de 1958) és un exfutbolista kuwaitià de la dècada de 1980.
Fou internacional amb la selecció de futbol de Kuwait amb la qual participà a la Copa del Món de futbol de 1982.
Pel que fa a clubs, destacà a Kazma Sporting Club.